# Montelongo (Molise)

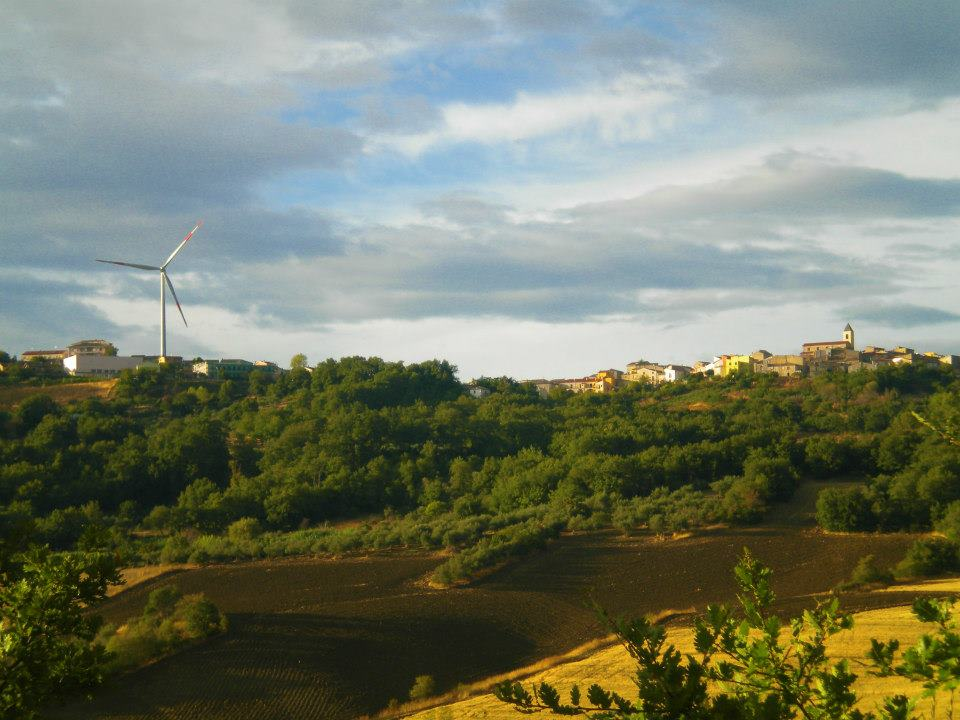
Blick auf Montelongo

Montelongo ist eine italienische Gemeinde (comune) mit 289 Einwohnern (Stand 31. Dezember 2023) in der Provinz Campobasso in der Region Molise. Die Gemeinde liegt etwa 47,5 Kilometer nordöstlich von Campobasso.
Die Nachbargemeinden sind Bonefro, Montorio nei Frentani, Rotello und Santa Croce di Magliano.

## Geschichte
Die Stadt entstand im Mittelalter. Das Fest zu Ehren des Heiligen San Rocco wird am 16. August gefeiert.

## Sehenswürdigkeiten
Sehenswert in Montelongo sind die Kirchen S. Maria ad Nives, San Rocco und Santa Maria di Saccione.